# Глау, Саммер

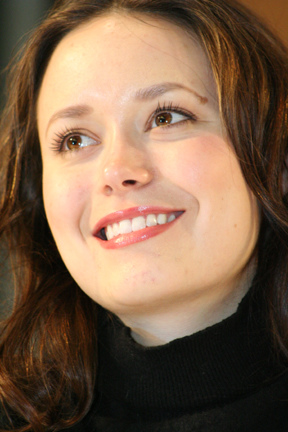
2005 год

Са́ммер Лин Гла́у (англ. Summer Lyn Glau, МФА [ɡlaʊ]; род. 24 июля 1981, Сан-Антонио, Техас) — американская балерина и актриса. Карьера Глау началась в 21 год с появления в эпизоде «Waiting in the Wings» телесериала «Ангел». Наиболее известна по исполнению роли Ривер Тэм в телесериале «Светлячок» и созданном на его основе художественном фильме «Миссия „Серенити“», а также девушки-киборга Камерон Филлипс в фантастическом телесериале «Терминатор: Битва за будущее», за исполнение роли в котором в была удостоена премии «Сатурн» в номинации «Лучшая актриса второго плана».

## Биография
Родилась 24 июля 1981 года в Сан-Антонио. В семье она старшая из трёх дочерей. Её отец был архитектором, а мать — школьной учительницей.
С пятилетнего возраста начала заниматься балетом. Чтобы сконцентрироваться на балете, оставила школу и перешла на домашнее обучение. Как балерина она выступала всё детство, пока, из-за серьёзной травмы ноги, ей не пришлось сделать паузу в занятиях. В это время, посещая своих друзей в Лос-Анджелесе, она получила там работу, а в 2002 году переехала с намерением стать актрисой.

### Карьера
Свою первую роль Глау сыграла в сериале Джосса Уидона «Ангел» в серии «Waiting in the Wings», в которой она станцевала «Жизель», продемонстрировав своё балетное мастерство. Вскоре после этого Уидон пригласил её принять участие в съёмках сериала «Светлячок» в роли Ривер, премьера которого в США состоялась 20 сентября 2002 года.
Затем Глау появилась в эпизоде «Love Conquers Al» сериала «Детектив Раш», после этого получила небольшую роль в фильме «Sleepover», сыграв девушку, продающую билеты. Глау исполнила небольшие роли в сериалах «C.S.I.: Место преступления» (серия «What’s Eating Gilbert Grissom?») и «Подразделение» (персонаж Кристэл Бёрнс, девушка Джереми Эрхарта). В 2006 году сыграла Тесс Дорнер — девушку, больную шизофренией, в сериале «4400». Позже снималась в полнометражных фильмах «Мамонт» и «Посвящение Сары».
В сериале «Терминатор: Битва за будущее», пилотная серия которого вышла 13 января 2008 года, Глау сыграла роль Камерон Филлипс — терминатора, отправленного в прошлое для защиты Сары и Джона Коннора. В серии «Рука Демона» есть несколько сцен, где Камерон танцует балет.
В 2009 году Глау сыграла саму себя в 17-м эпизоде 2-го сезона комедийного сериала «Теория Большого взрыва», где главные герои обнаруживают, что с ними в поезде едет их любимая актриса. В том же году снялась в нескольких эпизодах сериала «Кукольный дом» в роли Беннет. В 2010 году сыграла одну из главных ролей в сериале «Плащ». После этого эпизодически появилась в сериале «Люди Альфа». В 2013—2014 годах сыграла второстепенную роль Изабель Рошев во втором сезоне телесериала «Стрела».

### Личная жизнь
Саммер встречалась с фотографом Купером Рейнолдсом. Позднее вышла замуж за актёра Вэла Моррисона (англ. Val Morrison). У супругов есть две дочери: Милена Джо (род. январь 2015) и Санни Изабо (род. октябрь 2017).

## Фильмография
| Год       |   | Русское название                           | Оригинальное название                             | Роль                                                            |
| --------- | - | ------------------------------------------ | ------------------------------------------------- | --------------------------------------------------------------- |
| 2002      | с | Ангел                                      | Angel                                             | Балерина                                                        |
| 2002—2003 | с | Светлячок                                  | Firefly                                           | Ривер Тэм                                                       |
| 2003      | с | Детектив Раш                               | Cold Case                                         | Пэйдж Прэт                                                      |
| 2004      | ф | Ночная тусовка                             | Sleepover                                         | Девушка, продающая билеты                                       |
| 2004      | с | C.S.I.: Место преступления                 | CSI: Crime Scene Investigation                    | Мэнди Купер                                                     |
| 2005      | ф | Миссия «Серенити»                          | Serenity                                          | Ривер Тэм                                                       |
| 2006      | ф | Мамонт                                     | Mammoth                                           | Jack Abernathy                                                  |
| 2006      | ф | Посвящение Сары                            | The Initiation of Sarah                           | Линдси Гудвин                                                   |
| 2006—2007 | с | Подразделение                              | The Unit                                          | Кристэл Бёрнс                                                   |
| 2006—2007 | с | 4400                                       | The 4400                                          | Тесс Дорнер                                                     |
| 2008—2009 | с | Терминатор: Битва за будущее               | Terminator: The Sarah Connor Chronicles           | Камерон Филлипс / Эллисон Янг, 2 сезона, все эпизоды            |
| 2009      | с | Теория Большого взрыва                     | The Big Bang Theory                               | Саммер Глау (эпизод 2x17)                                       |
| 2009—2010 | с | Кукольный дом                              | Dollhouse                                         | Беннет Хэлверсон                                                |
| 2010      | с | Чак                                        | Chuck                                             | Грета                                                           |
| 2010      | ф | Смертельный медовый месяц                  | Deadly Honeymoon                                  | Линдси                                                          |
| 2010      | ф | Легенда о вратах ада: Американский заговор | The Legend of Hell's Gate: An American Conspiracy | Maggie Moon                                                     |
| 2010—2011 | с | Плащ                                       | The Cape                                          | Orwell                                                          |
| 2011      | с | Люди Альфа                                 | Alphas                                            | Скайлер Адамс (эпизоды 1x7, 2x6, 2х12, 2х13)                    |
| 2012      | с | Анатомия страсти                           | Grey's Anatomy                                    | медсестра Эмили Ковач (2 эпизода)                               |
| 2012      | ф | Помощница на праздники                     | Help for the Holidays                             | Кристина                                                        |
| 2013      | с | Гавайи 5.0                                 | Hawaii Five-0                                     | Мэгги Хоапили (эпизод 3х16)                                     |
| 2013      | с | Спецназ: Сан-Диего                         | NTSF:SD:SUV                                       | Оливия Фрэмптон                                                 |
| 2013—2014 | с | Стрела                                     | Arrow                                             | Изабель Рошев (2 сезон, эпизоды 1, 4, 6, 8, 18, 19, 21, 22, 23) |
| 2013      | ф | Рыцари королевства Крутизны                | Knights of Badassdom                              | Гвен                                                            |
| 2016      | с | Касл                                       | Castle                                            | Кендалл Фрост (эпизод 8х14)                                     |
| 2019      | с | Убийцы Ву                                  | Wu Assassins                                      | мисс Джонс / Ву Вода (1 сезон, эпизоды 9, 10)                   |

## Награды и номинации
| Год  | Результат  | Премия             | Категория                                   | Фильм или сериал             |
| ---- | ---------- | ------------------ | ------------------------------------------- | ---------------------------- |
| 2009 | Номинант   | Saturn Award       | Лучшая Актриса Второго Плана на телевидении | Терминатор: Битва за будущее |
| 2008 | Победитель | Saturn Award       | Лучшая Актриса Второго Плана на телевидении | Терминатор: Битва за будущее |
| 2008 | Номинант   | Teen Choice Awards | Выбор TV Актрисы: Приключенческий Боевик    | Терминатор: Битва за будущее |
| 2008 | Номинант   | Teen Choice Awards | Выбор Звездного Прорыва на TV среди Актрис  | Терминатор: Битва за будущее |
| 2008 | Номинант   | Scream             | Лучшая Актриса в Научной Фантастике         | Терминатор: Битва за будущее |
| 2006 | Победитель | Saturn Award       | Лучшая Актриса Второго Плана                | Миссия «Серенити»            |
| 2005 | Победитель | SFX Award          | Лучшая Актриса                              | Миссия «Серенити»            |